# Steve Jones (biolog)

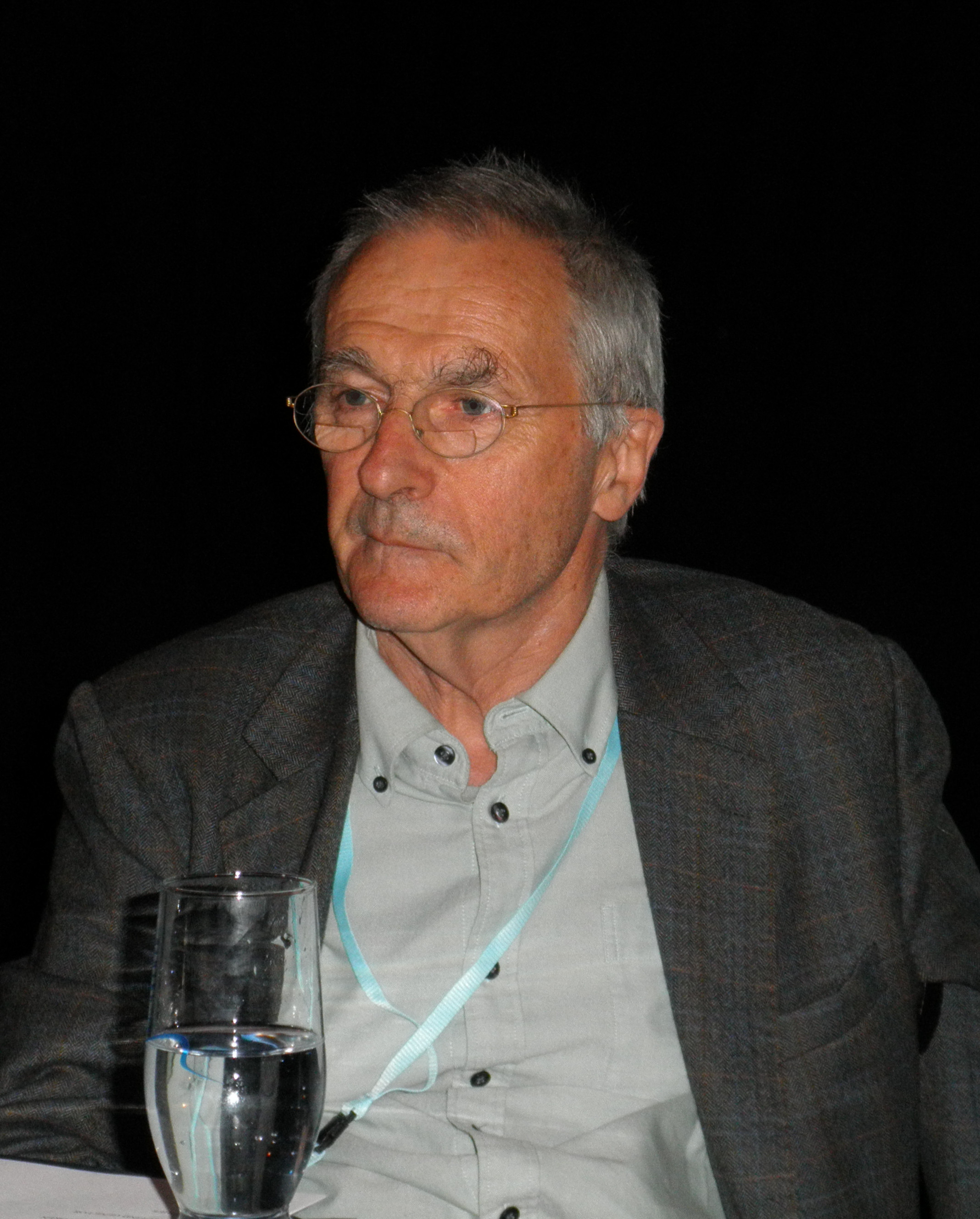
Steve Jones (2012)

Steve Jones (ur. 24 marca 1944 w Aberystwyth w Walii) – brytyjski biolog,  profesor genetyki i kierowniki wydziału biologii na University College London. Swoje badania prowadzi na tym uniwersytecie w laboratorium Galtona. Wiele jego prac badawczych poświęcone było ślimakom i światłu, jakie ich anatomia rzuca na różnorodność biologiczną i genetykę. Stopnie naukowe otrzymał na Uniwersytecie w Edynburgu i Uniwersytecie w Chicago. 
Jest także prezenterem telewizyjnym i autorem nagradzanych książek na temat biologii - szczególnie ewolucyjnej. Jest jednym z najbardziej znanych współczesnych pisarzy piszących na temat ewolucji. Jego popularnonaukowe książki zawierają pokrzywiony, czasem raczej czarny humor. W roku 1996 za swój dorobek pisarski otrzymał nagrodę im. Michaela Faradaya towarzystwa Royal Society. 
Książka Język genów nagrodzona została nagrodą Science Book Prize i uhonorowana nagrodą Rhone-Poulenc za najlepszą publikację naukową roku 1994. Cykl wygłoszonych przezeń na antenie BBC wykładów, które spotkały się z wielkim powodzeniem u odbiorców, dał właśnie asumpt do powstania niniejszej książki. Jest to książka o dziedziczeniu i ewolucji, o wskazówkach dotyczących naszej przeszłości, teraźniejszości i przyszłości, które tkwią w każdym z nas, a także o tym, co genetyka może, a czego nie może powiedzieć nam o nas samych. Tytuł Język genów wskazuje na analogię między ewolucją biologiczną a ewolucją języka. Genetyka sama w sobie jest bowiem swoistym językiem, zbiorem odziedziczonych instrukcji przekazywanych z pokolenia na pokolenie. Ma swój słownik - stanowią go same geny, gramatykę - sposób, w jaki zorganizowana jest informacja genetyczna, i literaturę - tysiące instrukcji potrzebnych do utworzenia żywej istoty. Język oparty jest na cząsteczce DNA, słynnej podwójnej helisie, która stała się sloganem XX wieku. Zarówno języki jak i geny podlegają ewolucji, Tak jak żywe języki świata i spisane w nich dzieła ujawniają wiele informacji o wymarłych przodkach, geny i skamieliny dają wgląd w przeszłość biologiczną. Gdy zaczynamy się uczyć odczytywać język genów to dzięki niemu dowiadujemy się zaskakujących rzeczy o naszej historii, obecnej kondycji, a nawet o przyszłości.
W swojej książce Bóg, geny, przeznaczenie eksploruje, potwierdza lub wskazuje na fałszywość kilku powszechnie przyjętych przekonań dotyczących dziedziczenia i genetyki. Wśród poruszanych tematów są „zagubione plemiona”, europejskie rodziny królewskie i hemofilia.
W książce Y: O pochodzeniu mężczyzn pisze o mało znanych faktach ze świata zwierzęcego i ludzkiego, wnikliwie i z humorem analizuje wszystkie typowo „męskie rzeczy” - od żądzy władzy i skłonności do przemocy, poprzez hydraulikę erekcji i dynamikę spermy, do obrzezania i oddawania moczu na stojąco.
W roku 2003 odwiedził Polskę wygłaszając na VII Festiwalu Nauki w Warszawie wykład pod tytułem Czy Adam spotkał Ewę.